# Lőte Attila
Lőte Attila (Szeged, 1934. június 13. –) Jászai Mari-díjas magyar színész, érdemes művész.

## Életpályája
1953-tól Gyári Színjátszó csoportban játszott. 1957-ben szerzett diplomát a Színház- és Filmművészeti Főiskolán Pártos Géza osztályában. 1957–1959 között a debreceni Csokonai Színház tagja volt, majd 1959-től a Madách Színházhoz szerződött, ahol játszott több mint 60 évig. 2021 végén visszavonult a színpadtól. Utolsó előadása a Mary Poppins című musical volt.

### Családja
Apai nagyapja: dr. Illyefalvi Lőte József-egyetemi tanár orvosprofesszor, a kolozsvári, majd a Szegedi Általános Kór-és gyógyszertani Intézet többszöri dékánja és rektora. Kutatási területe: az Immunitás, lépfene, veszettség. Egy időben Berlinben Koch munkatársa volt. 
Édesapja: dr. Lőte László körzeti orvosként dolgozott vidéki városokban. Keze alatt közel száz csecsemő jött a világra. Dr. Lőte László és Darvay Sarolta gyermekeként született. 
Első felesége Kun Magda színésznő, második felesége Marsovszy Emőke rajzfilmes szakember volt. Második feleségétől született lánya: Réka. Harmadik házasságában Szentendrén él[mikor?].

## Jellemző karakterei
Pályája kezdetén elsősorban görög tragédiák hőseit, lírai hősszerepeket alakított. Később inkább töprengő, ironikus karaktereket formált meg.

## Fontosabb színházi szerepei
- Kleist: Amphitryon
- Laertes (William Shakespeare: Hamlet)
- Trofimov (Csehov: Cseresznyéskert)
- Szerebrjakov (Csehov: Ványa bácsi)
- Rudi (Szép Ernő: Vőlegény)
- Amphitryon (Kleist)
- Haimon (Szophoklész: Antigoné)
- Akhilleusz (Euripidész: Iphigenia Auliszban)
- Jázon (Euripidész: Médeia)
- Michael (Jons–Smith: Te meg én)
- Harold (Peter Shaffer: Black Comedy)
- Molcsalin (Gribojedov: Az ész bajjal jár)
- Camille Sévigné vizsgálóbíró (Marcel Achard: A bolond lány)
- George (Williams: Amíg összeszoknak)
- Mike (Neil Simon: Mezítláb a parkban)
- Koromfi (Jókai Mór: A bolondok grófja)
- Kovács kapitány (Molnár Ferenc: Olympia)
- Almády (Molnár Ferenc: Játék a kastélyban)
- Bulcsú (Hubay Miklós: Antipygmalion)
- Frigyes (Szabó Magda: A csata)
- Richard Greatham (Noël Coward: Szénaláz)
- Méltóságos (Görgey Gábor: Komámasszony, hol a stukker?)
- Rippafratta (Carlo Goldoni: Mirandolina)
- Hatfaludy (Lehár Ferenc: A mosoly országa)
- Rendőrtanácsos (Molnár Ferenc: Az üvegcipő)
- Von Schwartner altábornagy (Miroslav Krleža: Terézvári garnizon)
- Potifár (Tim Rice–Andrew Lloyd Webber: József és a színes, szélesvásznú álomkabát)
- Bizonyos nagyságos úr (Szép Ernő: Lila ákác)
- Johann Killan von Strack (Peter Shaffer: Amadeus)
- Paulet lovag (Friedrich Schiller: Stuart Mária)
- De la Mole márki (Stendhal: Vörös és fekete)
- Lonovich érsek (Németh László: Széchenyi)
- Edgar (Friedrich Dürrenmatt: Play Strindberg)
- Julius Alexander Randolph (Sorkin: Becsületbeli ügy)
- Leslie Bromhead (Marriott–Foot: Csak semmi szex, angolok vagyunk)
- Gentz (Edmond Rostand: A sasfiók)
- Robin (Bródy Sándor: A medikus)
- Dr. Chapman (Ray Cooney: Nem ér a nevem)
- Mr. Bumble (Lionel Bart: Oliver)
- Ferenc (Nagy A.: Knédli)
- Stevan Arch (Müller Péter: Lugosi)
- Felügyelő (Erich Kästner: Emil és a detektívek)
- Melkett ezredes (Peter Shaffer: Black comedy/
- Jácint (Molnár Ferenc: A hattyú)
- Főispán (Gábor Andor: Dollárpapa/
- Petey (Harold Pinter: A születésnap)

## Filmjei

### Játékfilmek
- Égrenyíló ablak (1959)
- Virrad (1960)
- A kilencvennégyes tartálykocsi (1962)
- Legenda a vonaton (1962)
- Fotó Háber (1963)
- Ártatlan gyilkosok (1973)
- Sosem lehet tudni (1974)
- 80 huszár (1978)
- Zenés TV színház (1979-1981)
- Családi kör (1981)
- Szeleburdi vakáció (1987)
- Napló szerelmeimnek (1987)
- 6:3 (1999)
- A napfény íze (1999)
- Rap, revü, Rómeó (2004)

### Tévéfilmek
- Utak (1965)
- Tűvétevők (1966)
- Könnyű kis gyilkosság (1966)
- Postaláda (1967)
- A csodálatos vargáné (1968)
- Tizennégy vértanú (1970)
- Névtelen csillag (1971)
- Sólyom a sasfészekben (1973)
- Az ördög cimborája (1973)
- Ejnye Cecília! (1973)
- A külföldiek (1975)
- Kántor (1976)
- Hungária Kávéház (1976-tévésorozat)
- Galilei (1977)
- A bunker (1978)
- Úri jog (1981)
- Petőfi 1-6. (1981)
- Holtak hallgatása – Requiem egy hadseregért (1982)
- Rutinmunka (1984)
- Kémeri 1-5. (1985)
- Gréti…! (egy kutya feljegyzései) (1986)
- Villámfénynél (1986)
- Linda (1986)
- A Freytág testvérek (1989)
- Sötétség lánya (1990)
- Família Kft. (1992)
- Kisváros (1996)
- Barátok közt (1999)
- Életképek (2004)
- Nagyvizit (2006)
- Tűzvonalban (2008-2009)
- Félvilág (2015)
- Aranyélet (2015)
- Legyetek szeretettel (2023)
- A doveri út
- Az első férfi
- Black comedy
- Eklézsia megkövetés
- Gobseck
- Jövedelmező állás
- Két hétfő emléke
- Mint a vadludak
- Nyári keringő
- Rablás
- Pomádé király új ruhája

## Kötetei
- Maszk nélkül (Egy színész jegyzetei a közönségnek), Napkút Kiadó, 2007, ISBN 9789638478870
- Maszk nélkül. Egy színész jegyzetei a közönségnek; 2. bőv. kiad.; Napkút, Bp., 2019

## Díjai
- Jászai Mari-díj (1973)
- Balassi-emlékérem (2019)
- Szinkronszínész életműdíj (2021)[5]
- A Magyar Érdemrend lovagkeresztje (2023)
- Érdemes művész (2024)